# Subscripció d'accions
La subscripció d'accions és un contracte pel qual una persona anomenada subscriptor, es compromet a entrar a la societat anònima, en el termini i condicions estipulades.En aquest contracte també s'estableix el preu de les accions adquirides, i en la virtut de les quals el subscriptor adquireix la condició d'accionista. Per la seva banda la societat ha de fer lliurament al subscriptor del títol d'accions que acrediti la seva participació en el capital social de la mateixa empresa.
D'altra banda, i, en la línia del que s'ha descrit unes línies més amunt, el Dret de Subscripció Preferent (DSP) és el dret d'opció que tenen els socis (dins d'una societat mercantil personalista o de capital) enfront de tercers interessats a subscriure accions o participacions que, amb les seves aportacions, generaran un augment del Capital Social. L'objectiu, per tant, és respectar la proporció que té cada soci al capital social, a l'efecte de que la seva participació no es vegi disminuïda per l'ampliació de capital amb base a l'aportació de tercers.
Entre els drets de subscripció preferent destaquen els referits a un augment del capital social mitjançant l'increment del Valor Nominal de les accions i, d'altra banda, mitjançant l'increment sobre la base de capitalització de crèdits.
D'altra banda, per tenir en compte el valor teòric d'un dret de subscripció s'ha de considerar el nombre d'accions que s'emeten, la proporció amb les quals es posseeixen, la cotització de les accions abans de l'ampliació i el preu d'emissió de noves accions procedents de l'ampliació de capital. La "cotització teòrica després de l'ampliació de capital", ve definida per la següent fórmula:
```

  

    

      

        

          
C

          

            
1

          

        

        
=

        

          

            

              
(

              
m

              
⋅

              

                
C

                

                  
0

                

              

              
)

              
+

              
(

              
n

              
⋅

              
E

              
)

            

            

              
m

              
+

              
n

            

          

        

      

    

    
{\displaystyle C_{1}={\frac {(m\cdot C_{0})+(n\cdot E)}{m+n}}}

  

```

On:
{\displaystyle C_{1}}: Cotització després de l'ampliació de capital.
{\displaystyle C_{0}}: Cotització abans de l'ampliació de capital.
{\displaystyle E}: Preu d'emissió de noves accions.
{\displaystyle m}: Nombre d'accions antigues exigides per a l'ampliació de capital.
{\displaystyle n}: Nombre d'accions noves a subscriure.
En efecte, el valor teòric del Dret de Subscripció serà la diferència entre la cotització de les accions un dia abans de l'inici de l'ampliació i la cotització teòrica després de l'ampliació. Numèricament es pot representar de la següent forma:
```

  

    

      

        
d

        
=

        

          

            
C

            

              
0

            

          

          
−

          

            
C

            

              
1

            

          

        

      

    

    
{\displaystyle d={C_{0}-C_{1}}}

  

```

On: 
{\displaystyle d}: Valor teòric del Dret de Subscripció.
{\displaystyle C_{1}}: Cotització després de l'ampliació de capital.
{\displaystyle C_{0}}: Cotització abans de l'ampliació de capital.